# Antona entella
Antona entella är en fjärilsart som beskrevs av Druce 1899. Antona entella ingår i släktet Antona och familjen björnspinnare. Inga underarter finns listade i Catalogue of Life.